# 8×27 R Gasser
8×27 R Gasser ali 8 mm Gasser je revolverski naboj, ki se je uporabljal v avstroogrskih revolverjih Rast & Gasser M.98. Po dimenzijah in balističnih lastnostih je podoben francoskemu revolverskemu naboju 8×27 R Lebel za njihov revolver M92.
Dandanes strelivo še vedno proizvaja italijanska tovarna streliva Fiocchi.